# Myolepta greenei
Myolepta greenei är en tvåvingeart som beskrevs av Hull 1941. Myolepta greenei ingår i släktet parkblomflugor, och familjen blomflugor. Inga underarter finns listade i Catalogue of Life.